# Clovis Maillet
Pour les articles homonymes, voir Maillet.
Clovis Chloé Maillet, né en 1981, est un artiste performeur et historien médiéviste. Avec Louise Hervé, il forme le duo Louise Hervé et Clovis Maillet qui crée des conférences-performances érudites.

## Biographie
Clovis Maillet fait des études en histoire et histoire de l'art à l'École des hautes études en sciences sociales (EHESS). Il poursuit ses études en anthropologie historique et obtient un doctorat pour la thèse « La parenté hagiographique : d'après Jacques de Voragine et les manuscrits enluminés de la Légende dorée », qu'il soutient en 2010 à l'EHESS sous la direction de Jean-Claude Schmitt,. 
Pendant ses études, il rencontre Louise Hervé, avec qui il réalise un premier film puis une performance. Les deux artistes évoluent ensuite ensemble. Ils pratiquent la performance narrative sur des sujets d'histoire comme l'archéologie subaquatique, le saint-simonisme, le fouriérisme, l'histoire de l'art tout en mêlant installations, films de genre et vidéos,,,,,.
Clovis Maillet a donné une conférence sur la fluidité de genre au Moyen Âge au sein du cycle de rencontres organisées par Charlotte Cosson & Emmanuelle Luciani où intervenaient notamment Bernard Stiegler et Claudine Cohen. En 2020, il publie l'ouvrage Les Genres fluides, qui affirme que les questions de genre ne sont pas l’apanage de la modernité et que l'histoire médiévale peut être relue au prisme de la transidentité,,,.

## Publications
- La Parenté hagiographique (XIIIe – XVe siècle) : d'après Jacques de Voragine et les manuscrits enluminés de la "Légende dorée" (c. 1260-1490), Turnhout, Brepols, 2014, 408 p. (ISBN 978-2-503-54467-0)
- Les Genres fluides, Paris, Arkhé, 2020, 180 p. (ISBN 9782918682769)
- Clovis Maillet et Thomas Golsenne, Un Moyen Âge émancipateur, Paris, Même pas l'hiver, 2021 (ISBN 9782918682769)
- Écotransféminismes (avec Emma Bigé), Paris, Les Liens qui Libèrent, 2025, 262 p.